# Patricia Tórtola García
Patricia Tórtola García (Torrente, Valencia, 24 de julio de 1995) es una árbitra de fútbol español, que perteneció a la Primera División Femenina de España. Pertenece al Comité de Árbitros de la Comunidad Valenciana.

## Trayectoria
Patricia Tórtola entró en el mundo del arbitraje en el año 2009 y  asciende a 1ª División Femenina. En la temporada 2016/2017 ha actuado de asistente en dos partidos de 1ª División (Rayo Vallecano – Real Betis Féminas y Fundación Albacete Nexus – Santa Teresa CD) pero a partir de la temporada que viene le toca a ella ser protagonista. Su categoría en el fútbol masculino corresponde a la Primera Regional Valenciana. Causó baja de la máxima categoría femenina bajo su petición en 2018.

## Temporadas
| Categoría        | País   | Año       |
| ---------------- | ------ | --------- |
| Primera División | España | 2017-2018 |